# Navarrenx
Navarrenx (in occitano: Navarrencs) è un comune francese di 1 212 abitanti situato nel dipartimento dei Pirenei Atlantici nella regione della Nuova Aquitania. Forma parte della regione storica del Béarn.
Il territorio del comune è bagnato dalla gave d'Oloron.

## Società

### Evoluzione demografica
Abitanti censiti